# Henri Carnoy
Pour les articles homonymes, voir Carnoy (homonymie).
Émile Henri Carnoy, né le 12 mai 1861 à Warloy-Baillon et mort le 22 septembre 1930 à Paris, est un biographe et folkloriste français.

## Biographie

### Jeunesse
Dès 1875, à 14 ans, Henri Carnoy collabora au Journal d’Amiens, pour la partie littéraire. En 1877, il publia dans une revue spécialisée, Mélusine que venaient de fonder Eugène Rolland et Henri Gaidoz, une série d’articles sur les contes, légendes, usages et croyances de la Picardie. En 1879, il donna dans la Romania une nouvelle série de Contes populaires picards. ce travail, qui fut l’objet d’une étude de Reinhold Köhler de Weimar, décida l’auteur à continuer ses recherches sur les traditions populaires. La collecte folklorique de Carnoy a été  rassemblée et publiée par Françoise Morvan dans la collection « Les grandes collectes » (Ouest-France) avec une base de données classant l'ensemble de ses contes.

### Professeur et folkloriste
Nommé professeur au lycée Louis-le-Grand en 1883, il publia cette même année dans la Collection des Littératures populaires de toutes les Nations un important ouvrage sur la Littérature orale de la Picardie qui fut couronné par la Société des sciences, de l'agriculture et des arts de Lille. Ce volume fut bientôt suivi des Contes français et canadiens. En 1884, fut publié le premier tome de L’Algérie traditionnelle ; contributions au Folklore des Arabes, recueil de toutes les traditions musulmanes.

### Journaliste et nouvelliste
En juillet 1883, il entra comme chroniqueur littéraire au journal L’Opinion (devenu ensuite L’Estafette) de Paris où il a publié trois ou quatre cents nouvelles parues en volumes. Les nouvelles d’Henri Carnoy ont été traduites en italien, en espagnol, en grec, en anglais et reproduites dans La Gazetta di Torino, El Globo, Le Meuse, La Turquie, Le Moniteur oriental, etc.

### Études sur les traditions populaires et sur l'Islam
Henri Carnoy a également publié de nombreuses études relatives aux traditions populaires, à la mythologie, à des points de littérature, dans la Romania, la Revue de l’Histoire des religions, la Revue libérale, la Revue générale, la Revue des traditions populaires, etc. Il s’est livré à des travaux sur les « Associations religieuses musulmanes » (Revue générale), les « Le Culte du Serpent et du Dragon» (Revue de l’Histoire des religions), les « Acousmates ou Chasses fantastiques » (Revue générale), le « Monde des Génies », les « Guerriers dormants » (Revue libérale). Il dirigea la Revue des traditions populaires en 1886 mais en démissionna, à la fin de l’année, pour fonder une nouvelle revue dont il fut le directeur, La Tradition, qui a regroupé autour d’elle de nombreux artistes, érudits et lettrés. Il a notamment aussi collaboré à La Revue de l'islam, fondée par Gaston Dujarric en 1895.

## Ouvrages
- Contes de Picardie, Éd. Françoise Morvan, Rennes, Ouest-France, collection « Les grandes collectes », 2005  (ISBN 2-7373-3496-9)
- Contes français, Paris, E. Leroux, 1885 (lire en ligne sur archive.org)
- Collection internationale de la Tradition ; directeurs: MM. Émile Blémont et Henry Carnoy. v. I-XIV, Paris, La Tradition, 1889-1896
- Dictionnaire biographique international des médecins et chirurgiens, Paris, Armorial français, 1895
- Dictionnaire biographique international des voyageurs et géographes, Paris, Armorial français, 1896
- Dictionnaire biographique de la haute société et de la noblesse, Paris, Armorial français, 1900
- Dictionnaire biographique des artistes et collectionneurs, Paris, Armorial français, 1900-1983
- Dictionnaire biographique des grands négociants et industriels, Paris, Armorial français 1895
- Dictionnaire biographique des hommes de l'Est, Paris, Armorial français 1903
- Dictionnaire biographique des hommes du Nord, Ardennes, Aisne, Somme, Pas-de-Calais & Oise : I. Les contemporains, Paris, Armorial français, 1900-1983?
- Dictionnaire biographique des hommes du Nord, de L’Est, de L’Ouest et du Midi notabilités françaises contemporaines, Paris, H. Carnoy, 1906
- Dictionnaire biographique des hommes du Nord. Nord, Ardennes, Aisne, Somme, Pas-de-Calais & Oise, Éd.; Maton, Joseph Émile, Paris, Armorial français 1894-1898
- Dictionnaire biographique des inventeurs, ingénieurs et constructions, Paris, Armorial français, 1901
- Dictionnaire biographique des membres des sociétés savantes, Paris, Armorial français, G. Colombier 1895
- Dictionnaire biographique des membres du clergé catholique, Paris, Imprimerie de l’Armorial français 1903
- Dictionnaire biographique international des écrivains, des artistes, des membres des sociétés savantes des collectionneurs, tome XIV du clergé, du monde diplomatique, Paris, H. Carnoy, 1906
- Dictionnaire biographique international des écrivains, des artistes, des membres des sociétés savantes, du clergé, du monde diplomatique, politique et administratif, du barreau de la magistrature, de la haute société, des folkloristes, voyageurs et géographes, des médecins, chirurgiens, des chimistes et naturalistes, etc. , Paris, Grands dictionnaires internationaux, 1909-1983
- Dictionnaire biographique international des folkloristes, des voyageurs et géographes, Éd. Paris, Carnoy, 1902
- Dictionnaire biographique international des médecins et chirurgiens, Paris, Armorial français, 1895
- Dictionnaire biographique international des naturalistes, Paris, Armorial français, 1903
- Dictionnaire biographique international des physiciens et chimistes, Paris, Armorial français, 1895
- Dictionnaire biographique international des voyageurs et géographes, Paris, Armorial français, G. Colombier 1902
- Dictionnaire biographique international du clergé catholique, Paris, s.n., 1903-1983?
- Dictionnaire biographique international du monde politique contenant toutes les notabilités du monde politique, Paris, H. Carnoy, 1904
- Dictionnaire de la haute société et de la noblesse, Paris, Armorial français, 1900
- Dictionnaire international des folkloristes contemporains, Paris, Armorial français, 1902
- Études traditionnistes, Paris, J. Maissonneuve, 1890
- Folklore de Constantinople, de Jean Nicolaïdes et Henry Carnoy, Paris, E. Lechevalier, 1894, ré-édité en fac-simile par  2009
- La Tradition; revue générale des contes, légendes, chants, usages, traditions et arts populaires, folklore, traditionnisme, histoire des religions, littérature... Année 1-21 1887-1907, Paris, Aux Bureaux de La Tradition, 1887-1907
- L’Algérie traditionnelle : légendes, contes, chansons, musique, mœurs, coutumes, fêtes, croyances, superstitions, etc. ; contributions au folklore des Arabes, Paris, Maisonneuve & Leclerc, 1884
- Le Docteur Cornélius ; voyages, aventures et mésaventures d’un savant chez les Sioux, Genève, Atar 1910
- Les Contes d'animaux dans les Romans du Renard, Paris, J. Maisonneuve, 1889
- Les Légendes de France, Paris, A. Quantin 1885
- L'Islam le Coran, le dogme, les prescriptions religieuses, Paris, Bureaux de La Tradition, 1896
- Littérature orale de la Picardie, Paris, Maisonneuve, 1883 ; réimp. 1967
- Saget (Abbé Louis), Paris, s.n., 1910
- Traditions populaires de l'Asie mineure, Comp. et tr. Jean Nicolaïdes, Paris, Maisonneuve & C. Leclere, 1889
- Hans Mertens, Paris, Maison Quantin, 1887

## Sources
- Angelo De Gubernatis, Dictionnaire international des écrivains du jour, Florence, L. Niccolai, 1891, p. 522.
- Guy Marin, Warloy-Baillon, du Moyen Âge à nos jours (sans date, vers 2015)